# Diakonie Freistatt

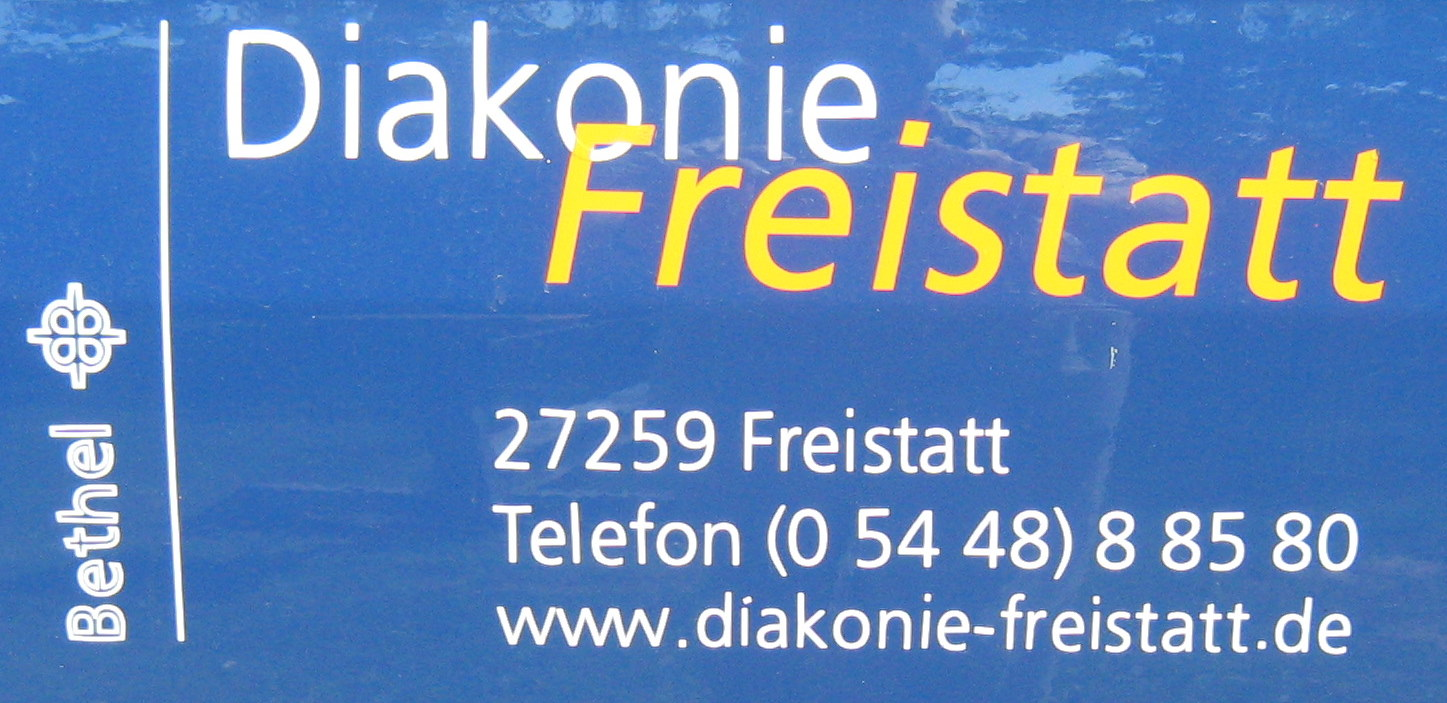
Diakonie Freistatt (mittlerweile „Bethel im Norden“)

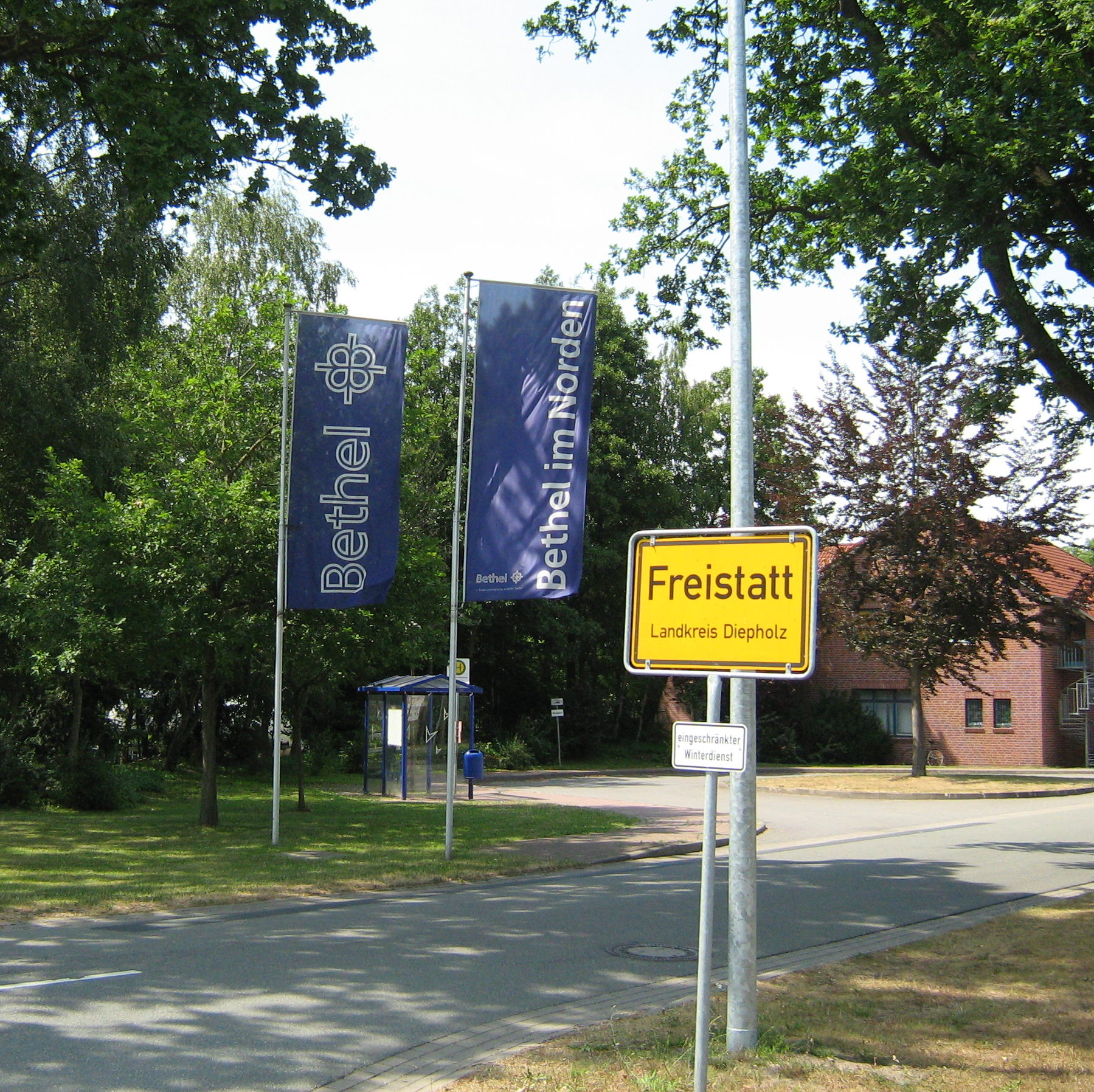
Ortseinfahrt Freistatt mit „Bethel im Norden“-Fahnen

Die Diakonie Freistatt war ein diakonischer Träger für soziale Einrichtungen (Arbeiterkolonie und Erziehungsheime) in Freistatt, Samtgemeinde Kirchdorf, Landkreis Diepholz, Niedersachsen. Die Diakonie Freistatt wurde 2007 mit dem Birkenhof Hannover zusammengelegt. Hierdurch entstand der Träger Bethel im Norden. 
Zu den heutigen Einrichtungen von Bethel im Norden in Freistatt zählen ein Seniorenheim im weiter nördlich gelegenen Ortsteil Heimstatt und die im Moor liegende Einrichtung für Betreutes Wohnen Deckertau.
Die sozialen Einrichtungen seit dem Jahr 1899 waren maßgebend für die Entwicklung der Gemeinde Freistatt.

## Geschichte des Bethel-Komplexes

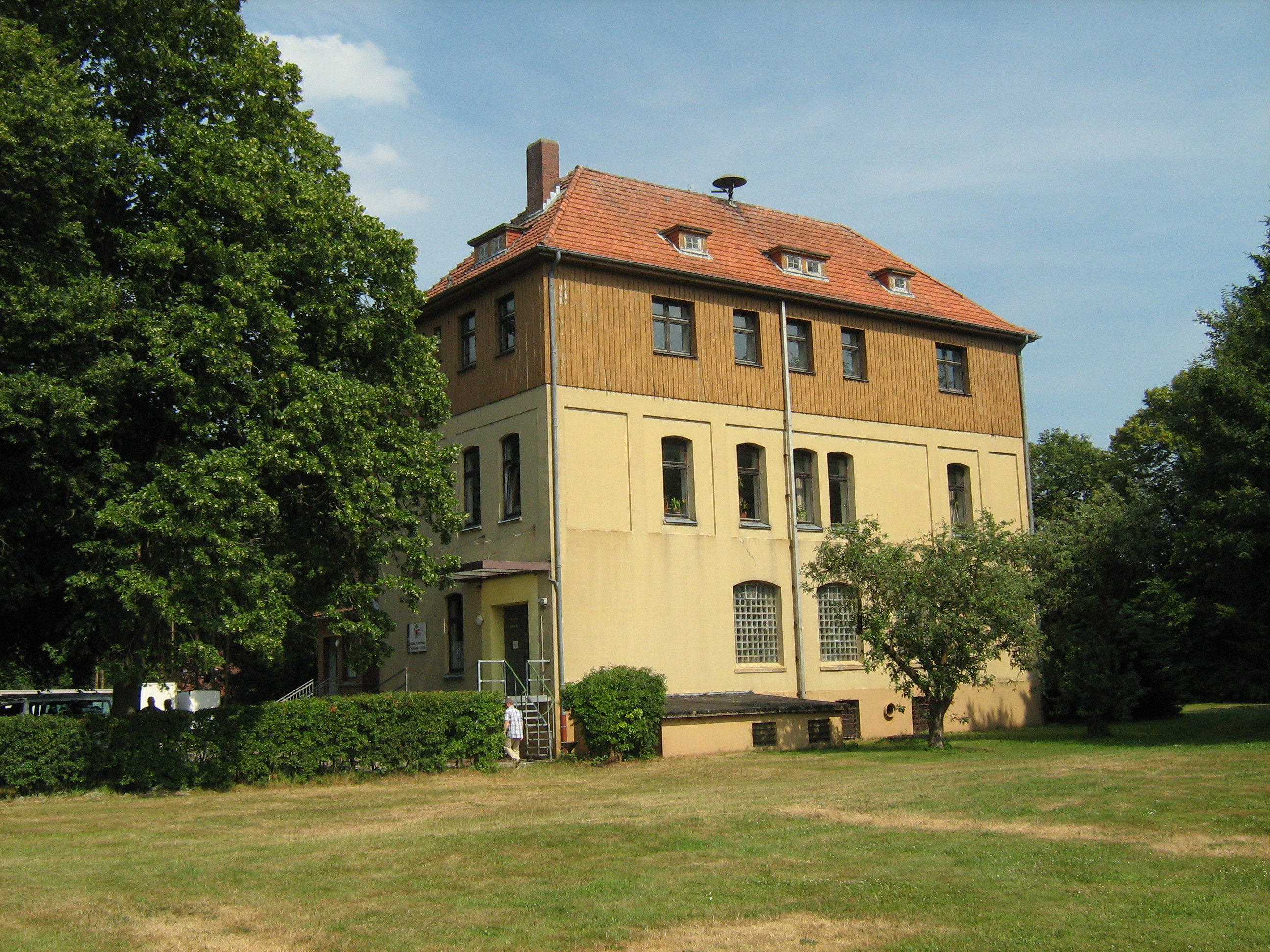
Haus Moorhort

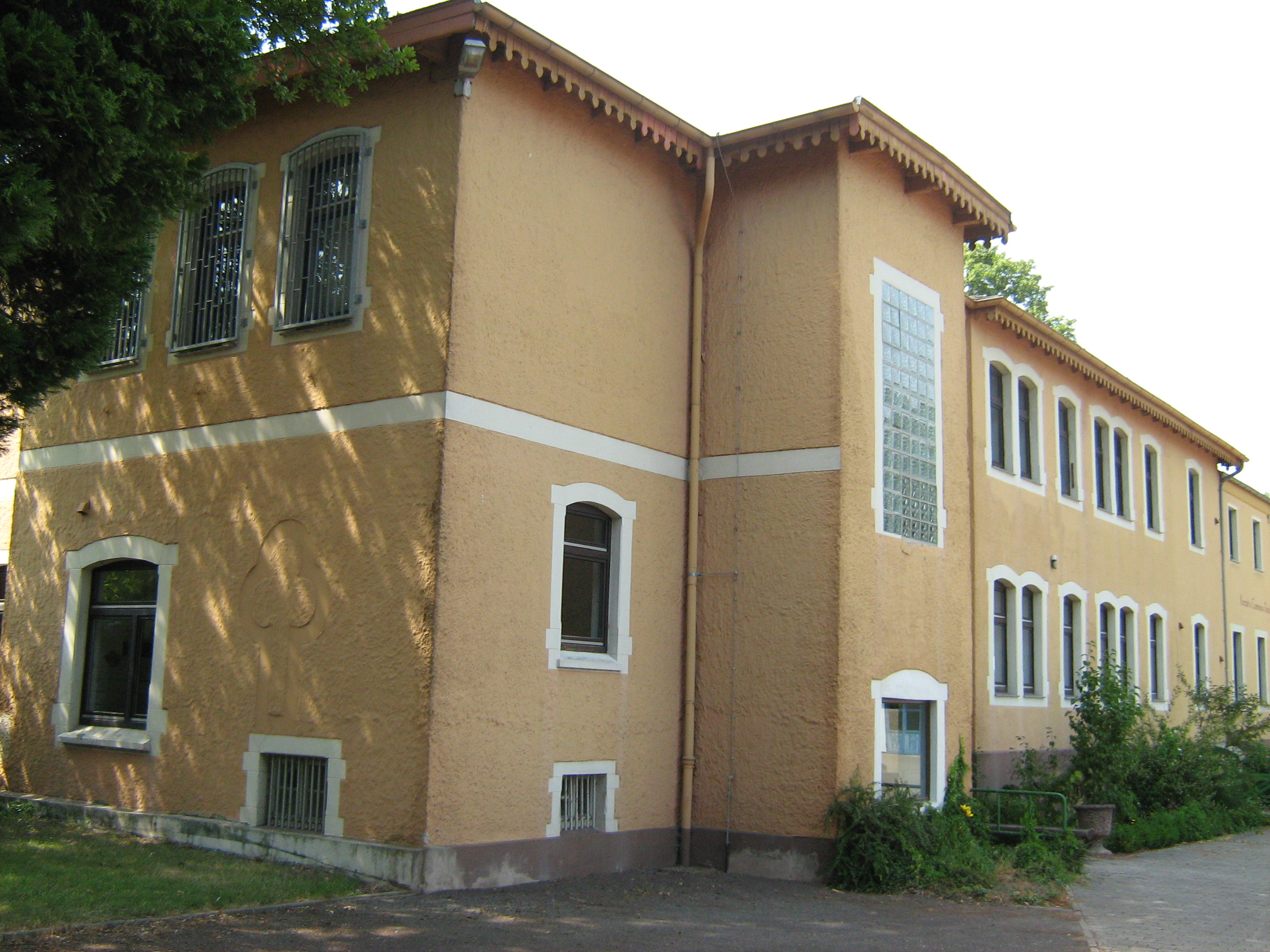
Haus Moorburg

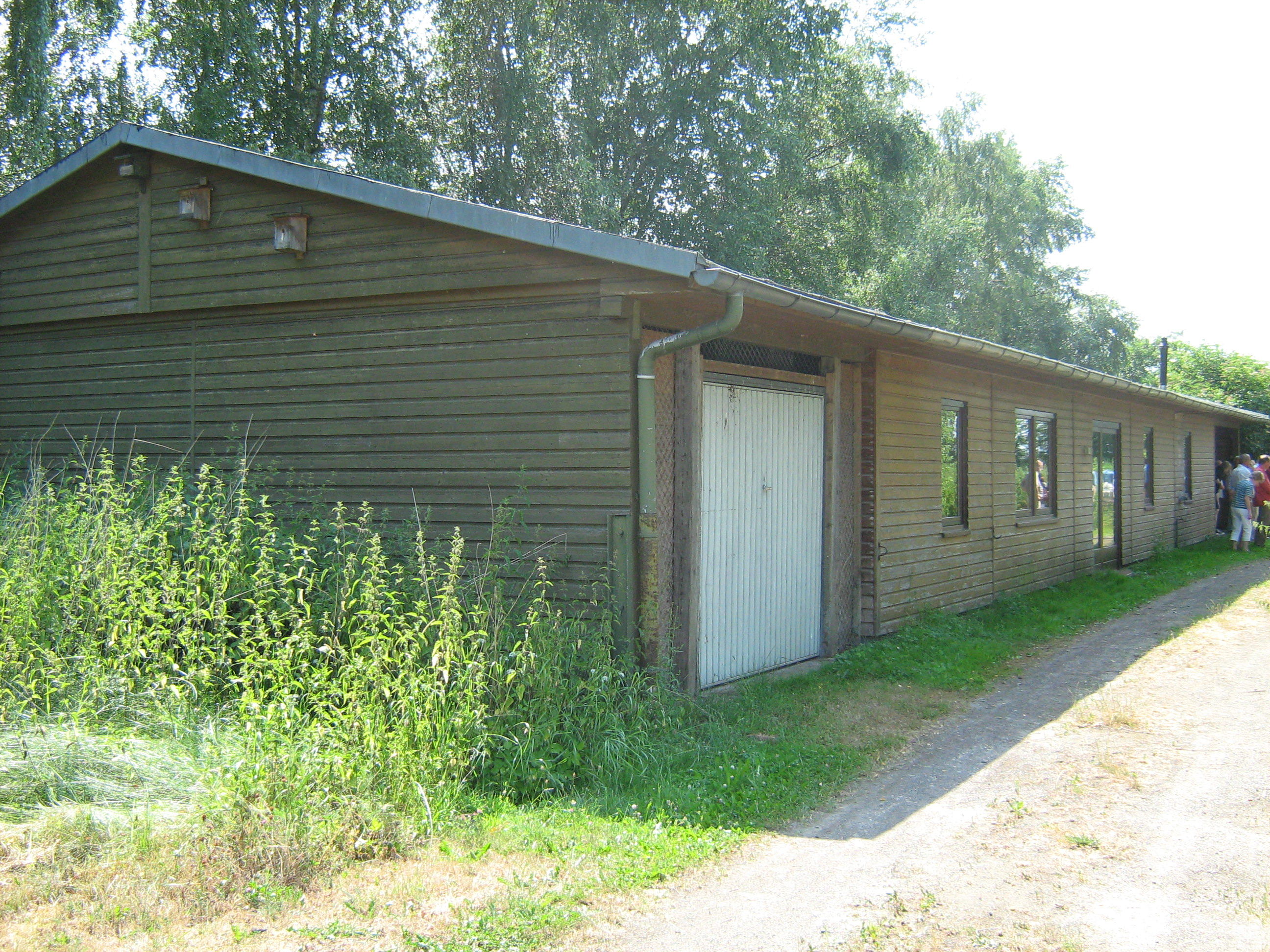
Baracke in Deckertau

### Von den Anfängen 1899 bis in die 1970er-Jahre
Freistatt wurde 1899 von Friedrich von Bodelschwingh als Betheler Zweiganstalt im Wietingsmoor gegründet. Nachdem in der ersten deutschen Arbeiterkolonie, Wilhelmsdorf in Sende, das zur Verfügung stehende Land nicht mehr ausreichte, mussten neue Beschäftigungsmöglichkeiten für die sog. Wanderarmen gefunden werden. Bis zum Jahr 1901 wurden daraufhin im Wietingsmoor 1010 Hektar Land gekauft.
Friedrich von Bodelschwinghs Motto lautete „Arbeit statt Almosen“ – wer in Freistatt unterkommen wollte, musste sich unter anderem zu regelmäßiger Arbeit und Teilnahme am Gottesdienst verpflichten. Ziel der Beschäftigung war die Urbarmachung des Hochmoores, hierfür waren umfangreiche Arbeiten (unter anderem Entwässerung, Abtorfung, Bearbeitung, Düngung) notwendig. Verdiente Kolonisten sollten dann ein eigenes Stück Land erhalten, um dort selbstständig eine Familie gründen zu können. Dieses Ziel wurde jedoch nie erreicht.
Neben den „Tippelbrüdern“ gab es in Freistatt seit 1903 die Moorpension, als Heim für „führungsbedürftige Herren des gehobenen Standes“. Die Gründe, weshalb sich diese Personen in Fürsorge begaben bzw. geschickt wurden, waren vielfältig (unter anderem Homosexualität, Alkohol- oder Rauschmittelsucht). Auch diese „Herren“, die oftmals aus „gutem Hause“ stammten, wurden im Moor, im Garten und im Haus eingesetzt. 1969 wurde die Moorpension zum Fachkrankenhaus, dies blieb sie bis 1994.
Schon seit 1899 fanden auch Fürsorgezöglinge im Haus Moorstatt Unterkunft. Nach Verabschiedung eines neuen preußischen Fürsorgeerziehungsgesetzes von 1900 – welches nun auch vorbeugende Anordnung einer Zwangserziehung erlaubte – stieg der Bedarf an Heimplätzen rasant; schon 1901 wurde ein neues Heim erbaut (Moorhort), 1903 folgten Moorhof und Moorburg. 1922 waren Jugendliche im Alter von 14 bis 16 Jahren im Moorhof, im Alter von 17 bis 18 Jahre im Moorhort und im Alter von 18 bis 20 Jahren in der Moorstatt untergebracht. Die Moorburg war eine geschlossene Anstalt für „besonders schwer zu Erziehende“ und „Rückfällige“. Letztere glich einem Gefängnis, mit vergitterten Fenstern und Einzelzellen. Hier wurden hauptsächlich Zöglinge untergebracht, die schon aus mehreren Heimen entwichen oder straffällig geworden waren.

### Nachkriegszeit
Nach dem Zweiten Weltkrieg folgten die Mitarbeiter in Freistatt nicht nur staatlichen Vorgaben. Wie alle freien Träger durften die kirchlichen Einrichtungen weitgehend autonom über die Erziehungspraxis entscheiden. Das in der Nachkriegszeit gültige Jugendwohlfahrtsgesetz beschützte die Heime sogar vor einer „Einmischung des Staates“ in die erzieherischen Aufgaben. Die Verantwortung für die Praktiken in den zehn Kinder- und Jugendheimen in evangelischer Trägerschaft auf ihrem Gebiet, zu dem auch Freistatt gehört, trug und trägt die Evangelisch-lutherische Landeskirche Hannovers.
Die Jugendlichen mussten im Moor unter anderem beim Abstechen des Torfes arbeiten, waren aber auch in der gewerblichen Produktion, der Land- und Hauswirtschaft beschäftigt. Freistatt war mit seiner Presstorfproduktion, mit seinen Schlossereien und Schmieden von Beginn an als reiner Wirtschaftsbetrieb konzipiert, mit billigen Arbeitskräften. In diesen Komplex wurden „schwer erziehbare“ Jugendliche nahtlos integriert.
Die aus ganz Deutschland zugeführten Jugendlichen wohnten zwischenzeitlich in bis zu sechs Heimen, die jeweils von dem Hausvater, einem Diakon der Diakonenanstalt Nazareth in Bethel, geleitet wurden. Diesem unterstanden weitere Diakone und Diakonschüler, die nur wenig bis gar keine pädagogische Ausbildung erhalten hatten.
Freistatt galt lange Zeit als „Endstation“, als eines der strengsten und grausamsten Heime in der Bundesrepublik Deutschland. Unter anderem, weil die zu Anfang des Jahrhunderts vorherrschenden Erziehungsmethoden hier (aber auch in vielen anderen Heimen) teilweise bis Anfang der 1970er-Jahre fortgesetzt wurden; Strafen und militärische Führung der Heime waren an der Tagesordnung. Die letzte aktenkundige Züchtigung in Freistatt geschah noch 1973.
Viele heute noch lebende ehemalige Zöglinge wissen nicht, warum sie ins Heim kamen, was sie „verbrochen“ hatten. Peter Wensierski vermutet, dass die „Heimlösung“ in der Nachkriegszeit als „billig“ erschienen sei. Die entsprechende volkswirtschaftliche Kalkulation hält er allerdings für fehlerhaft.
Außer den Männern und Frauen mit sozialen Schwierigkeiten (erst ab 1982 wurden auch Frauen aufgenommen), den Fürsorgezöglingen und den Pensionären der Moorpension wohnten in Freistatt nur die Mitarbeiter und Diakone, die mit ihren Familien in Häuser oder Mietwohnungen einziehen mussten.
Landwirte in der Umgebung des Bethel-Komplexes sollen bis in die 1970er-Jahre ein Kopfgeld erhalten haben, wenn sie einen flüchtigen Zögling ins Heim zurückgebracht haben. Fluchtversuche wurden durch die Sirene auf dem Dach von Haus Moorhort signalisiert.

### Ab den 1970er-Jahren
Bereits ab 1971 konnten von der Justiz verhängte Jugendarrest-Strafen nicht mehr im „Besinnungsstübchen“ des Erziehungsheims verbüßt werden, da sich die Einsicht durchgesetzt hatte, dass das Heim keine Justizvollzugsanstalt war.
1973 wurde die 1901 erbaute (und 1908 erweiterte) Holzkirche durch Brandstiftung zerstört – zwei Nichtseßhafte (so der damals gebräuchliche Begriff) hatten sie angezündet. Dieses Ereignis wurde nicht nur in Freistatt selbst als Zeichen für die Notwendigkeit einer grundlegenden Umstrukturierung der Sozialeinrichtungen aufgefasst.
Nach vermehrter Kritik an den überholten Methoden der damaligen Heimerziehung veränderte sich die Jugendhilfe, insbesondere nach dem Amtsantritt von Pastor Heinz Kämper als Leiter des Erziehungsheims im Jahr 1974, entscheidend; eine pädagogische Ausbildung der Mitarbeiter war hierbei nur ein Baustein unter vielen.
Heute folgt die Einrichtung nach eigenen Angaben dem Motto: „Kinder und junge Menschen brauchen Schutz, Förderung und Orientierung – für ein gerechtes Aufwachsen!“ Auch die anderen Bereiche der Arbeit in Freistatt erfuhren in den Jahrzehnten um die Jahrtausendwende einen Wandel. 2007 fusionierte die Diakonie Freistatt mit dem Birkenhof Hannover. Die so entstandene Einrichtung nennt sich Bethel im Norden.

### Aufarbeitung

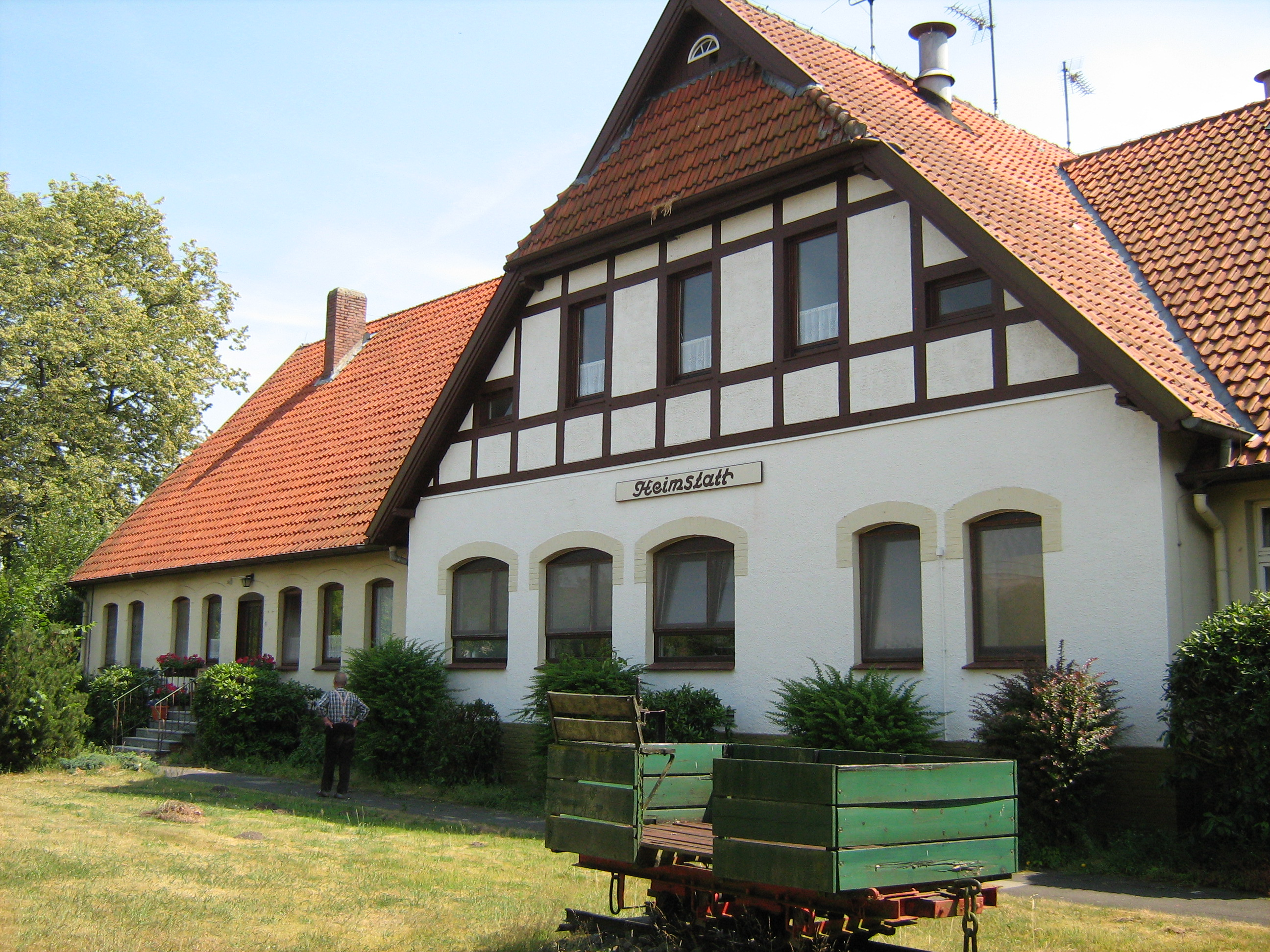
Haupthaus in Heimstatt

Das Erziehungsheim Freistatt wird im Zuge der Aufarbeitung der Verhältnisse in deutschen Heimen nach dem Zweiten Weltkrieg immer wieder thematisiert. 
1981 erschien der Spielfilm Das Ende vom Anfang (Regie und Drehbuch: Christian Görlitz, Vorlage: Michael Holzners Roman „Treibjagd“).
Peter Wensierski stellte 2006 fest: „1970 schufteten noch immer 300 Menschen im Moor. Die ‚Hausväter‘ sind weiterhin ohne pädagogische Ausbildung. Hinter den vergitterten Fenstern werden die Jugendlichen in zellenartigen Schlafräumen nachts eingeschlossen.“ Im Jahr 1974 „feiert man in Freistatt den 75. Geburtstag und errechnet, dass genau 92.716 ‚Betreute‘ die Moorburg durchlaufen haben, allesamt ‚abgeschobene Unbequeme‘.“
Die Zustände, Erziehungsmethoden und Lebensumstände erschien 2009 von Matthias Benad, Hans-Walter Schmuhl, Kerstin Stockhecke das Buch Endstation Freistatt. Fürsorgeerziehung in den v. Bodelschwinghschen Anstalten Bethel bis in die 1970er Jahre.
Die EKD bilanzierte 2013 die Situation in evangelischen Heimen, auch außerhalb Freistatts, in den Nachkriegsjahrzehnten: „Viele Kinder und Jugendliche in den Heimen wurden Opfer von Gewalt, Demütigungen und sexuellem Missbrauch. Diese Taten wurden vielfach durch Mit-Zöglinge ausgeübt, von den Erziehern aber häufig nicht unterbunden. Viele Betroffene berichten aus ihrer Heimzeit von einer Atmosphäre emotionaler Kälte. Quellen belegen, dass dem Erziehungspersonal zum Teil ein liebevoller Umgang mit den Kindern untersagt wurde. Auch Freundschaften unter den Bewohnern waren nicht gern gesehen. Nur wenige Jugendliche in Heimerziehung hatten die Gelegenheit zum Besuch eines Gymnasiums oder einer anderen weiterführenden Schule. Ein Teil der nicht mehr schulpflichtigen Jugendlichen absolvierte eine Lehre, aber die Mehrheit der Fürsorgezöglinge wurde im Heim zu gering qualifizierten, oftmals körperlich anstrengenden Arbeitsleistungen verpflichtet, die überwiegend nicht sozialversicherungspflichtig waren. Diese von vielen Betroffenen als Zwangsarbeit angesehene Arbeit im Heim führt zu Fehlzeiten bei der Rentenversicherung.“
Am 25. Juni 2015 kam der Film Freistatt in die Kinos, der beim Max-Ophüls-Filmfestival mit dem Publikumspreis ausgezeichnet wurde.
Im Jahre 2021 erschien der Dokumentarfilm Werner We Love You, der die Lebensgeschichte des Bielefelders Werner Herzog erzählt. In den 1960er Jahren wurde er von seiner Mutter in die Jugendfürsorgeeinrichtung nach Freistatt abgeschoben.

## Heutige Einrichtungen
Heute werden nur noch Kinder stationär in Freistatt untergebracht. In dem Janusz-Korczak-Internat gibt es maximal acht Plätze für Jungen im Alter von sechs bis 13 Jahren, von denen die meisten im Grundschulalter sind. Der Schwerpunkt liegt auf einer intensiven Vernetzung von Schule und Wohneinheit, um Kindern und Jugendlichen, die durch störende Einflüsse in ihren bisherigen Beziehungs- bzw. Bezugssystemen Schule und Elternhaus Verunsicherungen und Entmutigungen erfahren haben, optimale Unterstützung und Förderung zukommen zu lassen. Das Internat ist mit der Janusz-Korczak-Schule verbunden. Heiner Thiemann, Bereichsleiter Förderschulen der Diakonie Freistatt, betont: „Die Jugendlichen kommen freiwillig, auf Antrag der Eltern. Es sind junge Leute, die mit sich selbst, den Mitschülern und Lehrern immer wiederkehrende Probleme haben.“
Ziel des pädagogischen Konzepts der Förderschule sei es, die Kinder so schnell wie möglich in die öffentlichen Schulen zurückzuführen. Das Internat und die Schule wurden bis 2004 „Heimsonderschule für Verhaltensgestörte“ genannt. Heute ist Freistatt Teil eines Schulverbundes, in dem Förderschulen für emotionale und soziale Entwicklung (Erziehungshilfe) kooperieren, sowie eines evangelischen Schulverbundes. In Freistatt können auch Schüler mit einem Förderbedarf im Lernen und in der geistigen Entwicklung unterrichtet werden. An der örtlichen Berufsbildenden Schule Comenius-Schule findet heute für junge Menschen mit erhöhtem Förderbedarf im Anschluss an ein Berufsvorbereitungsjahr eine „Werker-Ausbildung“ mit erhöhtem Praxisanteil statt.

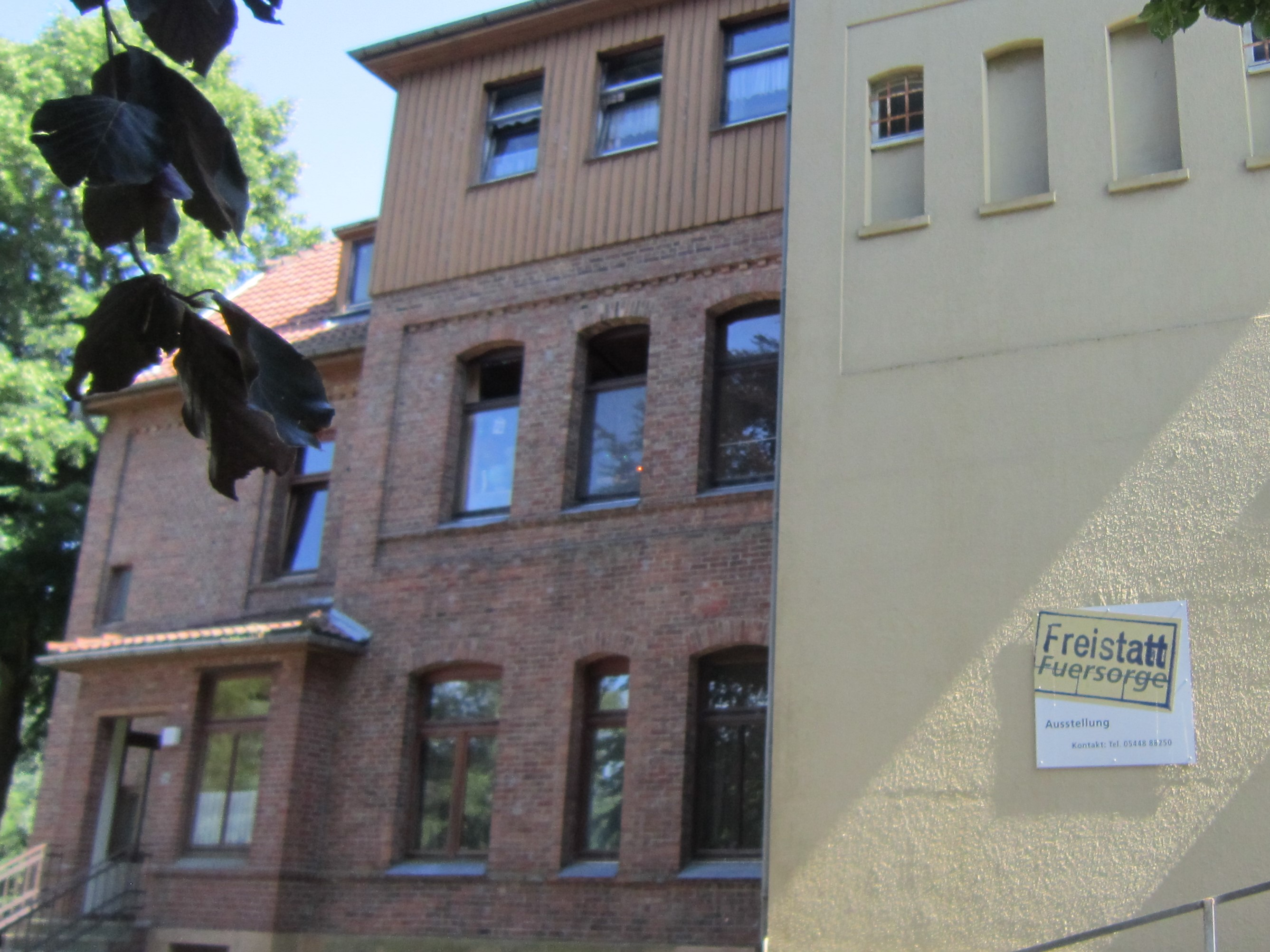
Haus Moorhort 2015, Standort der Erinnerungsstätte „Freistatt Fuersorge“ von Bethel im Norden, die auf Anfrage besichtigt werden kann

### Wirtschaftsbetriebe
Bethel im Norden führt heute auch Betriebe, in denen Menschen mit und ohne Behinderungen tätig sind, und zwar die Tischlerei, den Garten- und Landschaftsbau und das Stöberkästchen (das bei Haushaltsauflösungen und im Second-Hand-Verkauf aktiv wird), eine Elektrotechnische Werkstatt sowie den Freistätter Markt mit einem ihm angeschlossenen Café.

### Seelische Behinderungen und Suchterkrankungen
Der Bereich Eingliederungshilfe wird heute von Freistatt aus geleitet. Hilfe für Menschen mit seelischen Behinderungen und/oder psychischen Erkrankungen, vor allem Suchterkrankungen, wird von Freistatt aus koordiniert und im gesamten Landkreis Diepholz angeboten. Klienten können in Freistatt in den Häusern Fernblick, Neuwerk und Seerose wohnen.

### Wohnungslosenhilfe
Nach wie vor bildet auch die Wohnungslosenhilfe einen Schwerpunkt der Arbeit in Freistatt. Heute bewohnen von der Wohnungslosenhilfe Freistatt betreute Menschen neben mehreren kleineren Häusern auch das mit Appartements ausgebaute Haus Platane (die ehemalige „Moorpension“, die bis 1994 ein Fachkrankenhaus für alkoholkranke Männer war).

### Altenpflege
Um Senioren kümmert sich das Altenhilfezentrum Heimstatt mit Tagespflege.

## Belege
1. ↑  Bethel im Norden:  Die Anstaltskirchengemeinden in Freistatt und im Birkenhof (Memento vom 21. Juli 2015 im Internet Archive)
2. ↑  Martin Mitchell: Freistatt
3. ↑  Uta Gensichen: Heimkinder sollen entschädigt werden. taz. 21. Dezember 2008
4. ↑  Peter Wensierski: Das Leid der frühen Jahre. Die Zeit. 9. Februar 2006
5. ↑  Jan-Henrik Friedrichs: „Freie Zärtlichkeit für Kinder“: Gewalt, Fürsorgeerziehung und Pädophiliedebatte in der Bundesrepublik der 1970er Jahre, Geschichte und Gesellschaft 44. 2018, S. 560
6. ↑  Patricia Block: Schläge im Namen des Herrn. Interview mit Peter Wensierski (Memento vom 21. Juli 2015 im Internet Archive). diesseits. Ausgabe 2/2006. S. 17
7. ↑  Freistatt Filmpremiere in Diepholz (Memento vom 22. September 2017 im Internet Archive). Freistätter Online-Zeitung. 29. Juni 2015
8. ↑  Freistatt – Evangelische Zwangs-Erziehungsarbeit im Moor. www.ruhrbarone.de. 22. Juni 2015
9. ↑  Ulrich Tatje: „Eine Last, mit der wir leben müssen“ (Memento vom 22. Juli 2015 im Internet Archive). Syker Kurier. 18. März 2006
10. ↑  Bethel im Norden: Jugendhilfe Bethel im Norden (Memento vom 21. Juli 2015 im Internet Archive)
11. ↑  Peter Wensierski: Heimkinder-Schicksale: „Wie geprügelte Hunde“. Der Spiegel. 11. Februar 2006
12. ↑  Peter Wensierski: Schläge im Namen des Herrn: Die verdrängte Geschichte der Heimkinder in der Bundesrepublik, Goldmann Verlag, 2006, ISBN 978-3-442-12974-4
13. ↑  Matthias Benad, Hans-Walter Schmuhl, Kerstin Stockhecke: Endstation Freistatt. Fürsorgeerziehung in den v. Bodelschwinghschen Anstalten Bethel bis in die 1970er Jahre, Verlag für Regionalgeschichte, 2009, ISBN 978-3-89534-676-7
14. ↑  Michael Häusler: Ehemalige Heimkinder wollen ihre Akte. In: Verband kirchlicher Archive in der Arbeitsgemeinschaft der Archive und Bibliotheken in der evangelischen Kirche: Aus evangelischen Archiven. 2013. S. 12f.
15. ↑  Olaf Kieser: Werners Geschichte. In: Ultimo Ausgabe 26/21. Abgerufen am 18. Januar 2022.
16. ↑  Bethel im Norden: Das Janusz-Korczak-Internat (Memento vom 15. Juli 2015 im Internet Archive)
17. ↑  Bethel im Norden: Die Janusz-Korczak-Schulen (Memento vom 15. Juli 2015 im Internet Archive)
18. ↑  Klaus Derke: Die soziale Entwicklung fördern – Janusz-Korczak-Schule in ehemaliger EWE-Bezirksmeisterei gestartet. Nordwestzeitung. 22. Juli 2011
19. ↑  Evangelischer Schulverbund Nord: Niedersachsen
20. ↑  Niedersächsisches Kultusministerium: Bildungsgänge der berufsbildenden Schulen in freier Trägerschaft – Berufsvorbereitungsjahr (BVJ)
21. ↑  Einblick in die „Werker“-Ausbildung im Schulverbund Freistatt. Mehr Praxis, weniger Theorie. Kreiszeitung. 16. Juni 2015
22. ↑  Bethel im Norden, Wohnungslosenhilfe Freistatt: Erinnerungsstätte Moorhort feierlich eröffnet (Memento vom 31. August 2017 im Internet Archive)
23. ↑  Bethel im Norden: Die Freistätter Produktionsbetriebe (Memento vom 21. Juli 2015 im Internet Archive)
24. ↑  Bethel im Norden: Die ETW Freistatt (Memento vom 21. Juli 2015 im Internet Archive)
25. ↑  Bethel im Norden: Der Freistätter Markt und das Cafe (Memento vom 21. Juli 2015 im Internet Archive)
26. ↑  Bethel im Norden: Eingliederungshilfe (Memento vom 21. Juli 2015 im Internet Archive)
27. ↑  Bethel im Norden:  Stationäres Wohnen (Memento vom 21. Juli 2015 im Internet Archive)
28. ↑  Bethel im Norden: Wohnungslosenhilfe (Memento vom 21. Juli 2015 im Internet Archive)
29. ↑  Bethel im Norden: Altenhilfezentrum Heimstatt (Memento vom 21. Juli 2015 im Internet Archive)

Koordinaten: 52° 37′ 24,6″ N, 8° 39′ 9,6″ O